# Айнхорн, Робин
Робин Л. Айнхорн (Robin L. Einhorn; род. 1960) — американский историк, специалист по истории США, главным образом XIX века; историк экономики.
Доктор философии, эмерит-профессор Калифорнийского университета в Беркли, отмечена его Distinguished Teaching Award (2011). Также отмечена Berlin Prize.
Окончила Чикагский университет (бакалавр) и там же получила степень доктора философии.
В настоящее время эмерит-профессор на кафедре истории Калифорнийского университета в Беркли — как именной профессор Preston Hotchkis Professor по истории США.
Член редколлегии Journal of Policy History.
Стипендиат Гуггенхайма (1996).
Автор двух книг, обеих вышедших в University of Chicago Press, American Taxation, American Slavery и Property Rules: Political Economy in Chicago, 1833—1872.